# Федеральный комитет по операциям на открытом рынке ФРС США
Федеральный комитет открытого рынка (англ. Federal Open Market Committee (FOMC)) — комитет Федеральной резервной системы США, организованный в соответствии с Банковским законом 1935 года для замены Ассоциации политики открытого рынка (OMPC). Действует в настоящее время.

## Функции
В обязанности Комитета входит разработка монетарной политики, стимулирующей сразу четыре направления:
- стабильность цен
- экономический рост
- полная занятость
- устойчивость внешних платежей и международной торговли

Комитет занимается покупкой и продажей федеральных долговых обязательств и ценных бумаг казначейства США.

## Структура управления
Комитет состоит из 12 «голосующих» участников, в число которых входят все семь членов правления ФРС, а также президенты пяти ФРБ. При этом глава ФРБ Нью-Йорка является членом Комитета на постоянной основе, тогда как президенты 4 прочих ФРБ ежегодно сменяют друг друга на этом посту, так что новый представитель приходит на место своего предшественника 1 января каждого года.
По закону о ФРС США заседания FOMC должны проходить в Вашингтоне не менее четырёх раз в год. На практике с 1980 года ежегодно проводится по 8 заседаний с интервалами в 5-8 недель. На каждом заседании Комитета проводится голосование относительно размера процентной ставки, обсуждаются текущая экономическая ситуация, направление денежно-кредитной политики и т. д. Через три недели после каждого заседания на сайте FOMC публикуются протоколы с основными результатами заседания. На каждом из регулярных заседаний FOMC проводит голосование по вопросам монетарной политики, которая будет осуществляться в интервале между заседаниями. Не менее двух раз в год Комитет также проводит голосование по направлениям долгосрочной стратегии в отношении важнейших показателей экономики, рынка труда, инфляции, а также денежной массы и государственного долга. Число присутствующих на заседаниях FOMC ограничено по причине конфиденциальности обсуждаемой информации.
Совет управляющих ФРБ в 2015 году:
- Джанет Йеллен, председатель
- Лаэль Брейнард[англ.]
- Стэнли Фишер
- Джером Пауэлл
- Дэниел Тарулло

## Операции на открытом рынке
Операции со счётом на открытом рынке производит ФРБ Нью-Йорка. Обычно осуществляется три вида сделок, в зависимости от целей ФРС:
- Краткосрочные сделки по покупке ценных бумаг с последующим их выкупом владельцем — используется ФРС для того, что бы временно увеличить резервы банковской системы. Такие сделки чаще всего совершаются торговой палатой США. ФРС заключает договор с банком о покупке у него ценных бумаг, но по договору банк обязуется выкупить эти ценные бумаги обратно в определенный срок.

- Соглашение о продаже и обратной покупке ценных бумаг — используется, если ФРС необходимо уменьшить средства, доступные для кредитования. Между банком и ФРС заключается договор, по которому ФРС продает банку ценные бумаги, но в определенный день выкупает их обратно.

- Окончательная покупка или продажа ценных бумаг — используется гораздо реже. При таких сделках нет обязательств о последующем выкупе ценных бумаг или их обязательной последующей продаже, поэтому влияние таких сделок на объём средств в банковской системе долгосрочно. Такие сделки используются, если существует долгосрочная необходимость увеличения объёма средств в банковской системе.